# Туристичка организација Општине Бабушница
| Туристичка организација Општине Бабушница |                                      |
|                                           |                                      |
| Оснивач:                                  | Општина Бабушница                    |
| Седиште:                                  | Стевана Синђелића 1 Бабушница Србија |
| Директор:                                 | Милан Станковић                      |
| Веб презентација                          |                                      |

Wiki.Južnije Sajam turizma 67.jpg
Туристичка организација Општине Бабушница је једна од јавних установа општине Бабушнице. Основана је Одлуком Скупштине Општине Бабушница 25. септембра 2008. године, у својству Јавне службе са примарним задатком рада у валоризацији, очувању, заштити и развоју туристичког простора општине Бабушница.

## Делатност
Туристичка организација се бави организацијом излета, обиласцима културно-историјских споменика, објеката и локалитета, обиласком града у пратњи локалних водича, заказивањем и најавом посета, организује културне и спортске манифестације, сајмове, посебно оне са етно обележјима овог краја, конгресе и научне скупове, семинаре, подизање туристичке културе становништва овог подручја, припрема за препознатљиви бренд са овог подручја, разне промоције, приредбе, као и могућност пласирања производа са етно обележјима овог подручја, даје информације и друге непоменуте услуге.

## Мисија
Пажљиво координисаним сарадничким активностима, сврсисходним програмима, активирањем свих расположивих ресурса и потенцијала, континуирано уређивати туристичку понуду у циљу унапређивања квалитета живота, доступности и самоодрживог развоја туристичког простора општине Бабушница.

## Визија
Функционална туристичка организација — оптимално организована, сараднички оријентисана, препознатљива на локалном, националном и међународно-регионалном нивоу, која промовише и чини доступним квалитетне и аутентичне производе, услуге и услове за активни одмор, релаксацију, спорт и рекреацију, очување душевног мира и физичког здравља, едукацију, целоживотно образовање, развој предузетничких, културних и научних компетенција, обогаћивањем личног искуства значајног за за свакодневни живот, практичну примену знања и сналажење у комплексним околностима.